# Nejc Vidmar
Nejc Vidmar, slovenski nogometaš, * 31. marec 1989, Ljubljana.
Vidmar je slovenski nogometni vratar, ki je nazadnje branil za Slovan v 3. ligi Slovenije. Poleg tega igra tudi za slovensko Flag Football ekipo Ljubljana Frogs.

## Mednarodna kariera
Nejc Vidmar je prejel prvi vpoklic v člansko slovensko nogometno reprezentanco za tekme dodatnih kvalifikacij za uvrstitev na EURO 2016 proti Ukrajini. 